# Zapasy na Letnich Igrzyskach Olimpijskich 1952
Wyniki zawodów zapaśniczych rozegranych podczas Letnich Igrzyskach Olimpijskich w Helsinkach.

## Medaliści

### Styl klasyczny
| Kat. wagowa               |                 |                   |                   |
| ------------------------- | --------------- | ----------------- | ----------------- |
| Waga musza (- 52 kg)      | Boris Guriewicz | Ignazio Fabra     | Leo Honkala       |
| Waga kogucia (- 57 kg)    | Imre Hódos      | Zakaria Chihab    | Artiom Terian     |
| Waga piórkowa (- 62 kg)   | Jakow Punkin    | Imre Polyák       | Abd al-Al Raszid  |
| Waga lekka (- 67 kg)      | Szazam Safin    | Gustav Freij      | Mikuláš Athanasov |
| Waga półśrednia (- 73 kg) | Miklós Szilvásy | Gösta Andersson   | Khalil Taha       |
| Waga średnia (- 79 kg)    | Axel Grönberg   | Kalervo Rauhala   | Nikołaj Biełow    |
| Waga półciężka (- 87 kg)  | Kelpo Gröndahl  | Szalwa Czichladze | Karl-Erik Nilsson |
| Waga ciężka (+ 87 kg)     | Johannes Kotkas | Josef Růžička     | Tauno Kovanen     |

### Styl wolny
| Kat. wagowa               |                    |                    |                           |
| ------------------------- | ------------------ | ------------------ | ------------------------- |
| Waga musza (- 52 kg)      | Hasan Gemici       | Yūshū Kitano       | Mahmoud Mollaghasemi      |
| Waga kogucia (- 57 kg)    | Shohachi Ishii     | Raszid Mamedbekow  | Khashaba Dadasaheb Jadhav |
| Waga piórkowa (- 62 kg)   | Bayram Şit         | Nasser Givehchi    | Josiah Henson             |
| Waga lekka (- 67 kg)      | Olle Anderberg     | Jay Thomas Evans   | Tofigh Jahanbakht         |
| Waga półśrednia (- 73 kg) | William Smith      | Per Berlin         | Abdollah Mojtabavi        |
| Waga średnia (- 79 kg)    | Dawid Cimakuridze  | Gholam Reza Tachti | György Gurics             |
| Waga półciężka (- 87 kg)  | Viking Palm        | Henry Wittenberg   | Adil Atan                 |
| Waga ciężka (+ 87 kg)     | Arsen Mekokiszwili | Bertil Antonsson   | Ken Richmond              |

## Klasyfikacja medalowa
| Poz. | Państwo           |   |   |   | Łącznie |
| 1    | ZSRR              | 6 | 2 | 2 | 10      |
| 2    | Szwecja           | 3 | 4 | 1 | 8       |
| 3    | Węgry             | 2 | 1 | 1 | 4       |
| 4    | Turcja            | 2 | 0 | 1 | 3       |
| 5    | Stany Zjednoczone | 1 | 2 | 1 | 3       |
| 6    | Finlandia         | 1 | 1 | 2 | 4       |
| 7    | Japonia           | 1 | 1 | 0 | 2       |
| 8    | Persja            | 0 | 2 | 3 | 5       |
| 9    | Liban             | 0 | 1 | 1 | 2       |
| 9    | Czechosłowacja    | 0 | 1 | 1 | 2       |
| 11   | Włochy            | 0 | 1 | 0 | 1       |
| 12   | Królestwo Egiptu  | 0 | 0 | 1 | 1       |
| 12   | Indie             | 0 | 0 | 1 | 1       |
| 12   | Wielka Brytania   | 0 | 0 | 1 | 1       |